# Rich Wyman
Rich Wyman (* in Allentown, Pennsylvania) ist ein US-amerikanischer Singer-Songwriter.
Wyman, der seit seiner Kindheit klassischen Klavierunterricht hatte, besuchte die High School of Performing Arts in Fort Lauderdale, studierte ein  Jahr an der New York University und wechselte dann zur Manhattan School of Music. Er arbeitete dann als Fahrradbote und trat mit einer eigenen Band in New York auf.
Während der Sommerferien reiste er zu Musikfestivals u. a. nach Park City/Utah. 1990 spielte er in New York sein erstes Album Just Might Made It ein, das beim Sommerfestival in Park City 1991 mehr als sechstausend Mal verkauft wurde. Hier wurde der Gitarrist Eddie Van Halen auf ihn aufmerksam. Er nahm mit Wyman 1993 dessen zweites Album Fatherless Child auf.
Mit diesem Album wurde Wyman in Europa, vor allem in den Niederlanden, bekannt, wo er die nächsten sechs Jahre vorrangig lebte und sein drittes Album (Where We Stand) produzierte. Er unternahm zahlreiche Tourneen, hatte Auftritte im Rundfunk und Fernsehen und spielte beim Park Pop in Den Haag vor 300.000 Zuhörern.
Bei den Abschlussfeierlichkeiten der Olympischen Winterspiele 2002 trat Wyman mit seiner Band als Vorgruppe von Alanis Morissette und Goo Goo Dolls auf. 2004 gründete er das eigene Plattenlabel Auspicious Records. Er wurde sechsmal mit Preisen der ASCAP ausgezeichnet.

## Diskographie
- Just Might Made It mit Lisa Needham, 1990
- Fatherless Child mit Lisa Needham, Kevin Hupp, Jim Stout, David Santos, Andy Johns, Mark Chaney, Michael Dowdle, John Golden, Edward Van Halen, 1993–1996
- Where We Stand mit Marcel Singor, René Creemers, Charles Nagtzaam, Michel Mulder, Jacko Kreukniet, Karl Adams, Martin Verdonk, Roland Bakker, Luca Genta, Frank van Essen, 1998–1999
- Live From The Heart, Soloalbum, 2002
- Factory mit Jeff Alleman, Rob Honey, Kevin Hupp, Kevin Jenkins, Jacko Kreukniet, Dany Lademacher, Mary Beth Maziarz, Lisa Needham, Jack Petruzzelli, Craig Poole, Ramon Rambeaux, Ivo Severijns, Marcel Singor
- Embrace (CD/DVD), 2000–2007